# Erich Schmitt
Erich Schmitt (1912. augusztus 6. – 1979. október 29.) olimpiai bronzérmes svájci kézilabdázó.
Részt vett az 1936. évi nyári olimpiai játékokon, amit Berlinben rendeztek. A kézilabdatornán játszott, és a svájci válogatott tagjaként bronzérmes lett.